# Kommunar (obwód wołgogradzki)
Kommunar (ros. Коммунар) – osiedle w Rosji, w obwodzie wołgogradzkim, w rejonie lenińskim. W 2010 liczyło 882 mieszkańców.